# Blocco scorrimento

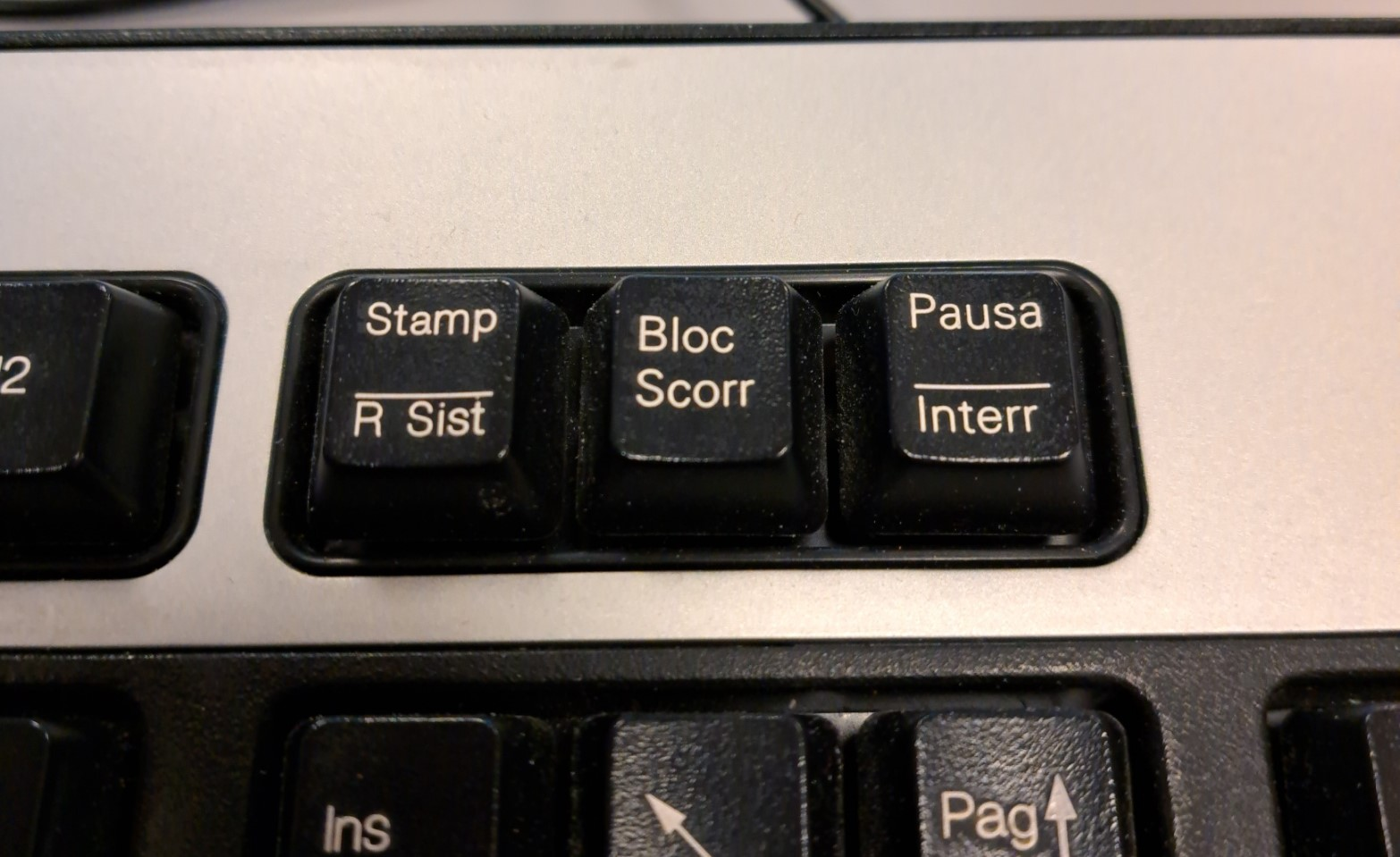
Il tasto Bloc Scorr al centro del gruppo formato insieme a Stamp e Pausa

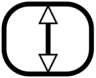
Pittogramma ISO/IEC 9995

Il tasto Blocco scorrimento, abbreviato Bloc Scorr o in inglese Scroll Lock, è presente su molte tastiere per computer. È un tasto di selezione di stato come i tasti Blocco numeri e Blocco maiuscole e, come essi, ha un LED che ne indica l'attivazione. Si usa soprattutto nei fogli elettronici per scorrere con le frecce direzionali sul foglio in cui ci si trova, senza spostare il cursore dalla casella attuale.
Il tasto "Bloc Scorr" fu inserito nella tastiera dei PC IBM per modificare il comportamento dei tasti freccia: a blocco scorrimento attivato, i tasti freccia non muovevano più il cursore ma scorrevano il contenuto di una finestra testuale. Il tasto è poco usato e non è neppure presente in alcuni modelli di tastiera. Alcune applicazioni utilizzano il tasto per altri scopi. Ad esempio TeamViewer, un programma per la connessione a desktop remoti, utilizza il tasto per inviare le scorciatoie da tastiera al computer collegato in remoto.
Per attivare e disattivare il blocco dello scorrimento sulle tastiere non dotate del tasto specifico Bloc Scorr è possibile utilizzare la tastiera su schermo (in Windows usando la scorciatoia [WIN]+[Ctrl]+[O]), la scorciatoia [SHIFT]+[F14] o infine, su alcuni portatili, la scorciatoia [Fn]+[S].